# 12-я бригада ПВО
12-я бригада ПВО — воинское соединение вооружённых сил СССР в Великой Отечественной войне

## История
В составе действующей армии с 22 июня 1941 года по 12 августа 1941 года.
По штату бригада должна была состоять из полка (5 дивизионов зенитных орудий среднего калибра (12 76-85-мм орудий в каждом)), 1 дивизиона орудий малого калибра (12 37-мм орудий) и 1 зенитно-пулемётного дивизиона.
По всей видимости, как и остальные две подобные бригады в Прибалтике, на начало войны формирование бригады не было завершено.
На 22 июня 1941 года базировалась в Вильнюсе, осуществляя воздушное прикрытие города и близлежащих районов. Так, 128-й дивизион находился в Радвилишкисе.
Бригада в первые дни войны была практически уничтожена, к 4 июля 1941 года имела в своём составе командного состава — 114, младшего командного состава — 85, рядовых — 479. Всего — 678 человек. Орудий не имела, в наличии была одна счетверённая установка и 30 автомашин.
12 августа 1941 года бригада расформирована.

## Полное наименование
12-я бригада ПВО

## Состав
Состав бригады по разным источникам разнится, приводятся следующие номера частей:
- 735-й зенитный артиллерийский полк
- 742-й зенитный артиллерийский полк (приводится во всех источниках)
- 121-й отдельный зенитный артиллерийский дивизион
- 128-й отдельный зенитный артиллерийский дивизион (приводится во всех источниках)
- 142-й отдельный зенитный артиллерийский дивизион
- 248-й отдельный зенитный артиллерийский дивизион
- 136-й отдельный зенитный пулемётный батальон
- 400-я отдельная рота связи
- 32-й батальон ВНОС
- 41-й батальон ВНОС
- 44-й батальон ВНОС
- 10-й дивизион аэростатов заграждения
- 14-й дивизион аэростатов заграждения
- 8-й зенитный прожекторный батальон

## Подчинение
| Дата       | Фронт (округ)                                    | Армия | Корпус | Примечания |
| ---------- | ------------------------------------------------ | ----- | ------ | ---------- |
| 22.06.1941 | Северо-Западный фронт (Северо-Западная зона ПВО) | -     | -      | -          |
| 01.07.1941 | Северо-Западный фронт (Северо-Западная зона ПВО) | -     | -      | -          |
| 10.07.1941 | Северо-Западный фронт (Северо-Западная зона ПВО) | -     | -      | -          |
| 01.08.1941 | Северо-Западный фронт (Северо-Западная зона ПВО) | -     | -      | -          |

## Командиры
- Дрожинин Д. Я., полковник,